# Pitín
Pitín är en ort i Tjeckien.   Den ligger i distriktet Okres Uherské Hradiště och regionen Zlín, i den östra delen av landet, 280 km öster om huvudstaden Prag. Pitín ligger 327 meter över havet och antalet invånare är 928.
Terrängen runt Pitín är kuperad åt sydost, men åt nordväst är den platt. Pitín ligger nere i en dal. Runt Pitín är det ganska tätbefolkat, med 90 invånare per kvadratkilometer. Närmaste större samhälle är Uherský Brod, 14,9 km väster om Pitín. I omgivningarna runt Pitín växer i huvudsak blandskog.